# Tyrone Tracy Jr.
Tyrone Tracy Jr. (Indianapolis, 23 novembre 1999) è un giocatore di football americano statunitense che milita nel ruolo di running back per i New York Giants della National Football League (NFL).

## Carriera universitaria

### Iowa
Nella sua prima stagione ad Iowa nel 2019, Tracy ricevette 36 passaggi per 589 yard e 3 touchdown, più uno segnato su corsa. Nella stagione 2020, accorciata per la pandemia di COVID-19, totalizzò 14 ricezioni per154 yard e un touchdown. Nel 2021 ebbe 15 ricezioni per 106 yard e un touchdown. A fine anno decise di cambiare istituto.

### Purdue
Tracy optò per trasferirsi ai Purdue Boilermakers. Nel 2022 corse 17 volte per 138 yard e ricevette 28 passaggi per 198 yard. Prima della stagione 2023, Tracy decise di passare dal ruolo di wide receiver a quello di running back. Nel quinto turno corse 21 volte per 112 yard e un touchdown nella vittoria su Illinois. La sua annata si concluse con 716 yard corse e 8 touchdown su 113 possessi, ricevendo anche 19 passaggi per 132 yard. A fine anno decise di passare tra i professionisti.

## Carriera professionistica

### New York Giants
Tracy fu scelto nel corso del quinto giro (166º assoluto) del Draft NFL 2024 dai New York Giants. Debuttò come professionista subentrando nella gara del primo turno contro i Minnesota Vikings correndo due volte per 2 yard e ricevendo un passaggio da 5 yard. La sua prima stagione si chiuse con 839 yard corse, 5 touchdown su corsa e uno su ricezione disputando tutte le 17 partite, di cui 12 come titolare.

## Palmarès
- PFWA All-Rookie Team - 2024